# Kraainem
Kraainem (en francés Crainhem) es un municipio de Bélgica, situado en la Región Flamenca, en la provincia del Brabante Flamenco.
El territorio municipal se encuentra al norte del valle del río Woluwe, en la periferia de Bruselas. Linda al este con dos comunas de la ciudad de Bruselas (Woluwe-Saint-Pierre y Woluwe-Saint-Lambert), al norte con el municipio de Zaventem, al oeste con el municipio de Wezembeek-Oppem, y al sur con el municipio de Tervuren.
El término municipal tiene una forma particular ya que se extiende longitudinalmente en unos cinco kilómetros en un eje aproximado de norte a sur, siendo sin embargo en sentido transversal siempre mucho más estrecho, llegando a tener en su parte más estrecha y central (una "cintura") solamente unos cientos de metros de anchura.
Es uno de los seis municipios situados alrededor de Bruselas de los denominados 'con facilidades lingüísticas', es decir, donde siendo el flamenco o neerlandés la lengua oficial, existen ciertas posibilidades para los habitantes francófonos de utilizar esa lengua en sus relaciones con el ayuntamiento.
Se estima que alrededor del 78% de sus habitantes son francófonos, aunque no se puede hacer una estimación más precisa desde la supresión de los datos personales sobre la lengua al realizar los censos de población.
Como en los otros cinco municipios 'con facilidades' de la periferia bruselense, este municipio vive los problemas lingüísticos belgas sobre el empleo de las lenguas en asuntos administrativos. El régimen lingüístico de los municipios con facilidades se estableció en 1954.
Posee dos escuelas municipales, con enseñanza maternal y primaria: una en lengua flamenca y otra en lengua francesa.
La evolución de la población ha sido como sigue. En 1940 vivían 2.800 habitantes, en 1954, 5.190; en 1967, alrededor de 11.000, en 1993, 12.780, y en 2006, 13.150.
Situada cerca del aeropuerto de Bruselas-Zaventem, Kraainem sufre también de las molestias sonoras por la proximidad de las actividades aeroportuarias, lo que suscita el descontento de algunos de sus habitantes.

## Datos de Kraainem
Censo: 13.690 habitantes (en 01/01/2018)
Pirámide de población:
- 0-17: 22,83%
- 18-64: 59,53%
- 65-: 17,64%

Número de residentes extranjeros: 31,01% (en 01/01/2018)
Número de concejales: 23

## Demografía

### Evolución
Todos los datos históricos relativos al actual municipio, el siguiente gráfico refleja su evolución demográfica, incluyendo municipios después de efectuada la fusión el 1 de enero de 1977.
| Gráfica de evolución demográfica de Kraainem entre 1846 y 2020 |
|                                                                |

## Lista de alcaldes de Kraainem
| Nombre                        | Comienzo del mandato | Fin del mandato | Partido político | Comentarios y sucesos claves |
| ----------------------------- | -------------------- | --------------- | ---------------- | --- |
| Jean Vandenplas               | 1849                 | 1855            |                  | |
| Charles De Rycke              | 1856                 | 1866            |                  | |
| Van Den Hoven                 | 1867                 | 1877            |                  | |
| Dekeyzer                      | 1877                 | 1879            |                  | |
| Joseph Van Hove               | 1879                 | 1921            |                  | |
| Charles Verhaegen             | 1921                 | 1926            |                  | |
| Arthur Dezangré               | 1927                 | 1951            |                  | |
| G. Morleghem                  | 1952                 | 1952            |                  | |
| Edmond Coppens                | 1953                 | 1976            |                  | |
| Léon Maricq                   | 1977                 | 2000            |                  | |
| Pol Willemart                 | 2000                 | 2005            | CDH              | |
| Arnold d’Oreye de Lantremange | 2005                 | 2010            | FDF              | el mandato de Pol Willemart se acaba en virtud de un acuerdo preelectoral CDH- FDF en que se transmite la alcaldía al líder del FDF. |
| Veronique Caprasse            | 2010                 | -               |                  | |